# Semitski prajezik
Semitski prajezik hipotetski je zajednički predak semitskih jezika.